# Champsodon snyderi
Champsodon snyderi és una espècie de peix marí pertanyent a la família dels campsodòntids i a l'ordre dels perciformes.

## Descripció
El cos, allargat, lleugerament comprimit i recobert d'escates petites i aspres que no se solapen, fa 9,9 cm de llargària màxima i és de color marronós al dors, argentat als flancs i el ventre, i amb taques fosques al llarg de la línia mitjana. Ulls grans. Boca gran i obliqua. El maxil·lar s'estén posteriorment fins a arribar per sota dels ulls. Premaxil·la amb dues fileres de dents: la interior amb dents llargues i semblants a agulles, mentre que l'exterior són més curtes. Presència de dents al vòmer. Dues aletes dorsals: la primera amb 5-6 espines, mentre que la segona és allargada i té entre 19 i 21 radis tous. Aleta anal sense espines, amb 17-19 radis tous i similar en longitud i forma a la segona aleta dorsal. Aleta caudal forcada. Absència d'escates a l'abdomen.

## Reproducció
Té lloc a l'hivern.

## Alimentació i depredadors
A la badia de Tosa (el Japó) es nodreix d'organismes bentònics i nectònics (crustacis i peixos). El seu nivell tròfic és de 3. Al Japó és depredat per individus de la seua mateixa espècie i per Galeus nipponensis, mentre que a Corea del Nord ho és per Sphyraena pinguis.

## Hàbitat i distribució geogràfica
És un peix marí, demersal (entre 37 i 73 m de fondària) i de clima temperat, el qual viu al Pacífic occidental: els fons sorrencs i fangosos de la plataforma continental del sud del Japó, la península de Corea, la Xina, Taiwan (com ara, les illes Pescadors), el mar Groc, el mar de la Xina Oriental, el mar de la Xina Meridional, Austràlia (Nova Gal·les del Sud i Queensland) i Nova Caledònia (com ara, les illes Chesterfield).

## Observacions
És inofensiu per als humans i el seu índex de vulnerabilitat és baix (10 de 100).